# 2000年のラジオ (日本)
2000年のラジオ (日本)では、2000年の日本のラジオ番組、その他ラジオ界の動向について記す。

## 開局
- 4月1日 - 愛知国際放送（2010年に閉局）
- 12月20日 - 新潟県民エフエム放送（2020年に閉局）

## 開始番組

### 2000年3月放送開始
NHKラジオ第1放送
- 27日
  - おしゃべりクイズ疑問の館
  - のこしたいふるさとのことば

NHK-FM放送
- 27日 - クラシックセレクション
- 31日 - 名曲リサイタル

ニッポン放送
- 18日 - 福山雅治のallnightnippon Saturday Special 魂のラジオ

### 2000年4月放送開始
NHKラジオ第1放送
- 2日 - ラジオコメディー みんな大好き!
- 8日 - 土曜ほっとタイム

NHKラジオ第2放送
- 8日 - はなす きく よむ

NHK-FM放送
- 2日
  - ミュージックメモリー
  - ワールドミュージックタイム

TBSラジオ
- 8日 - 小堺一機のサタデーウィズ

文化放送
- 3日 - 純喫茶・谷村新司

MBSラジオ
- 8日 - おはようゴールデンエイジ
- 開始日不明 - お茶しましょ

RKB毎日放送
- 25日 - 大庭宗一の博多熱風塾

熊本放送
- 3日 - 桂木まやのハイ!ホー!お昼です

TOKYO FM
- 7日 - 広末涼子のRHラブ・アンリミテッド

### 2000年6月放送開始
CBCラジオ
- 5日 - ランチタイムラジオ 聞けばツー快!

### 2000年10月放送開始
TBSラジオ
- 7日 - 極楽とんぼの吠え魂
- 8日 - 伊集院光 日曜日の秘密基地

MBSラジオ
- 2日 - こんちわコンちゃん2時ですょ!
- 6日 - 桂坊枝の駅前生出し大放送
- 7日 - 鋭ちゃんのあさいちラジオ

アール・エフ・ラジオ日本
- 7日 - きみえの!ラジオ虫

FM香川
- 2日 - Powerful Radio パワラジ!

## 終了番組

### 2000年9月放送終了
STVラジオ
- 29日 - 竹丸・はなこの花まる金曜日